# Локвари
Локвари (серб. Локвари / Lokvari) — село в общине Баня-Лука Республики Сербской Боснии и Герцеговины. Население составляет 134 человека по переписи 2013 года.